# Fadi Chehadé
Fadi Chehadé (Beirute, 1962) é um executivo de tecnologia de informação, fundador da RosettaNet e atual Chief Executive Officer (CEO) da ICANN.
Nascido no Líbano e filho de pais egípcios, está radicado nos Estados Unidos desde 1980. Em 1985, se formou em ciências da computação pelo Instituto Politécnico da Universidade de Nova Iorque. No ano seguinte, ele completou o mestrado em gerenciamento de engenharia na Stanford University. Ele se naturalizou cidadão estadunidense em 1986.
Chehadé trabalhou como engenheiro de sistemas para o Bell Labs antes de fundar a Nett Information Products (também conhecida como Connectica) em 1987, uma empresa que criava e desenvolvia uma solução baseada na Internet para gerenciamento de conteúdo e compartilhamento. A Nett foi comprada pela Ingram Micro e Chehadé se tornou o vice-presidente dessa empresa, a cargo dos serviços de informação de consumidores.
Em 1997 Chehadé teve a ideia de uma organização sem fins de lucro que coordenaria e desenvolveria padrões para comunicações Business-to-business (B2B). Ele convenceu com sucesso as empresas a apoiarem o programa, incluindo Microsoft, IBM, Hewlett-Packard, SAP, Nokia e Oracle, e o resultado foi a RosettaNet, da qual ele se tornou o primeiro CEO.
Em 1999, Chehadé fundou a Viacore Inc., um provedor de serviços B2B, adquirido pela IBM em 2006. Nessa época, ele se tornou o vice-presidente da IBM para o desenvolvimento de negócios globais. Em seguida, se tornou gerente geral dos serviços globais de serviços de tecnologia para o Oriente Médio e Norte da África. Depois, ele se tornou CEO da CoreObjects Software, Inc., desenvolvedora de softwares para gerenciamento de novos produtos nas empresas. A CoreObjects foi comprada em 2010 pela Symphony Services.
Pelos dois anos seguintes, Chehadé foi CEO da Vocado LLC, um provedor de software para instituições educacionais baseado na nuvem, para gerenciar serviços administratitovs e de estudantes.
Em junho de 2012, ele foi apontado para comandar a Corporação da Internet para Atribuição de Nomes e Números (ICANN).